# الأخت كاري
الأخت كاري (بالإنجليزية: Sister Carrie)‏ هي رواية صدرت عام 1900 بقلم الكاتب الأمريكي ثيودور درايزر عن فتاة ريفية شابة تنتقل إلى مدينة كبيرة حيث تبدأ بتحقيق حلمها الأمريكي الخاص، أولا كعشيقة لرجال تتصورهم أرفع منها، ثم تصبح ممثلة مشهورة لاحقا. أطلق عليها «أعظم الروايات الحضرية الأمريكية».

## روابط خارجية
- الأخت كاري على موقع الموسوعة البريطانية (الإنجليزية)